# Kossivi Amédédjisso
Kossivi Jean D’Arc Amédédjisso (* 31. Dezember 2001 in Charleroi, Belgien) ist ein togoischer Fußballspieler.

## Karriere

### Verein
Der Mittelfeldakteur wurde zwar im belgischen Charleroi geboren, doch sein erster bekannter Jugendverein war der SSV 07 Schlotheim aus Thüringen. Von dort ging er 2017 in das Nachwuchsleistungszentrum des Bundesligisten RB Leipzig. Im ersten Jahr erreichte Amédédjisso dort mit den B-Junioren das Halbfinale um die Deutsche Meisterschaft, wo man mit 0:3 und 0:2 dem FC Bayern München unterlag. In der Saison 2019/20 erzielte er in der Gruppenphase der UEFA Youth League beide Treffer zum 2:0-Auswärtssieg gegen Zenit St. Petersburg. Die folgende Spielzeit war er ohne Verein, ehe er sich im Herbst 2021 dem FSV Preußen Bad Langensalza in der Thüringenliga anschloss. Von dort wechselte Amédédjisso schon in der folgenden Winterpause weiter zum Zweitligisten FC Berdenia Berburg nach Luxemburg. Hier schoss der offensive Mittelfeldspieler bis zum Saisonende in 13 Ligapartien drei Treffer und belegte mit der Mannschaft den 8. Platz. Anschließend war der Mittelfeldspieler ein Jahr ohne neuen Verein und schloss sich dann im Sommer 2023 dem SV Dessau 05 in der Verbandsliga Sachsen-Anhalt.

### Nationalmannschaft
Am 18. November 2019 debütierte der damals 17-Jährige in der A-Nationalmannschaft von Togo. Beim Afrika-Cup-Qualifikationsspiel in Kenia (1:1) wurde er in der 60. Minute für Lalawélé Atakora eingewechselt.